# Ости, Массимо
Массимо Ости (итал. Massimo Osti; 17 июня 1944, Болонья — 6 июня 2005, Болонья) — итальянский дизайнер одежды, а также модельер, наиболее известный как основатель брендов одежды Stone Island, C.P. Company. Разработки Ости представляли собой смесь его собственных инноваций и дизайнерских идей, которые он почерпнул, изучая военную, рабочую и спортивную одежду.
Ости был революционным дизайнером одежды, создавший такие бренды, как C.P. Company, Stone Island, Left Hand, Boneville, ST-95, Massimo Osti Production, MO Double Use и многочисленные коллаборации с другими брендами, например, с такими как Levis и Dockers. Изучая рабочую, военную и спортивную форму, он соединял полученные знания со своими новаторскими идеями.